# María Luisa Arcelay de la Rosa
María Victoria Luisa Arcelay de la Rosa (Mayagüez, 23 de desembre de 1893 - 17 d'octubre de 1981) va ser una educadora, empresària i política porto-riquenya que el 1932 es va convertir en la primera dona a ser triada per a un càrrec legislatiu en la Cambra de Representants de Puerto Rico i la primera d'Hispanoamèrica.
Nascuda a Mayagüez, Puerto Rico, va ser una dels cinc fills del matrimoni conformat per Ricardo Arcelay Ríos i Isabel de la Rosa Turull, on va rebre la seva educació primària i secundària abans de mudar-se a Rio Piedras el 1913, per cursar estudis de docent a l'Escola Normal.
Va començar la seva carrera com a educadora quan va ser contractada com a professora d'anglès a l'escola Theodore Roosevelt; més tard va ensenyar en el col·legi José de Diego, ambdues escoles situades a la ciutat de Mayagüez.
El 1920, Arcelay va abandonar la seva carrera com a educadora i juntament amb Lorenza Carrero va fundar un taller de costura, que als pocs anys va créixer i es va convertir en una fàbrica. La seva companyia contractava a dones locals que no tenien un altre mitjà per sostenir-se econòmicament. També va ser una activista empresarial que va defensar a la indústria porto-riquenya del brodat en diversos fòrums públics de Puerto Rico, i també a Nova York i Washington DC.
Arcelay va ser membre del Partit Coalicionista de Puerto Rico; en les eleccions del 8 de novembre de 1932 va ser triada per representar al districte de Mayagüez en la Cambra de Representants de Puerto Rico, la qual cosa la va transformar en la primera dona porto-riquenya i la primera dona en tota d'Amèrica Llatina a ser elegida per a un òrgan legislatiu governamental.
Va utilitzar la seva posició com a presidenta de la Comissió d'Agricultura i Comerç per continuar amb la seva defensa de la indústria del brodat davant de les autoritats locals i federals. A més, va tenir un paper fonamental en la transformació d'aquesta indústria per fer-la compatible amb el mercat dels Estats Units, en oposar-se a qualsevol proposta legislativa relacionada a la fixació d'un salari mínim per les costureres i treballadors comuns, així com les seves hores de treball. D'altra banda, «va estar entre les primeres a proposar un sistema de guarderies, la millora de les condicions de treball i unes tècniques de gestió empresarial progressistes».
El 1934, va presentar un projecte de llei davant l'Assemblea Legislativa de Puerto Rico, que va establir la Loteria de Puerto Rico. Va ser reelegida el 1936, temps durant el qual va presentar els projectes de llei per establir un orfenat per a nens i un tribunal de menors. També va presentar un projecte de llei destinat a establir una pensió pels professors i una Escola de Medicina a la Universitat de Puerto Rico a Mayagüez.